# Han Berger

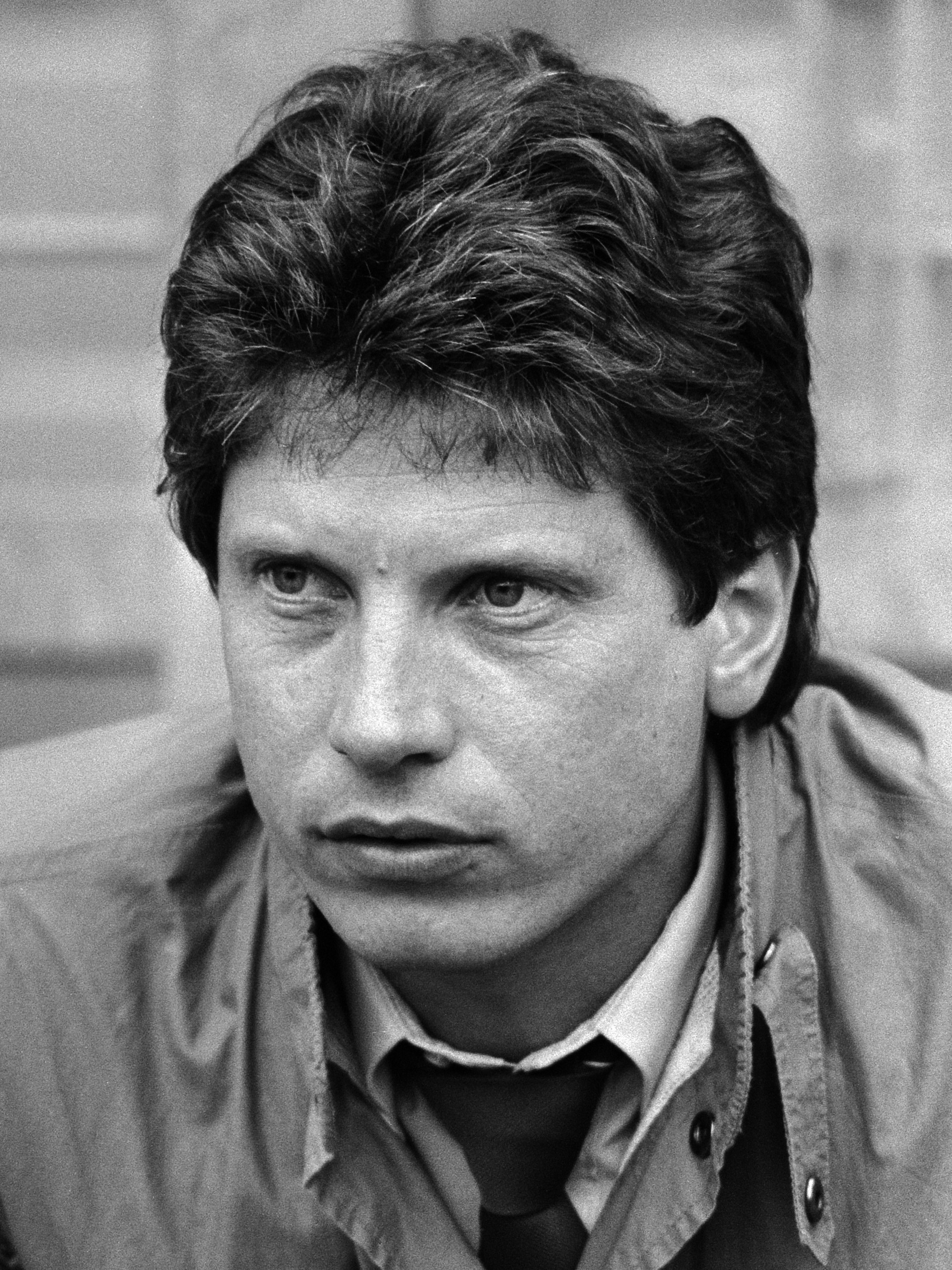
Han Berger tijdens Ajax-FC Groningen 1-1 (2 oktober 1983)

Han Berger (Utrecht, 17 juni 1950) is een Nederlands voormalig voetballer en voetbaltrainer. Hij was de op een na jongste hoofdtrainer in de geschiedenis van het betaald voetbal in Nederland toen hij op 25-jarige leeftijd bij FC Utrecht de taken van Jan Rab overnam. Alleen Hans Croon was in 1958 nog jonger - 21 - toen hij trainer werd van BVC Amsterdam.

## Jeugd
Berger heeft een broer en twee zussen; zijn jongste zus was vijftien jaar ouder. Zijn bravoure zorgde ervoor dat hij tweemaal van de HBS werd gestuurd. Zijn moeder wilde dat hij onderwijzer werd, zijn vader dat hij het bedrijf overnam, maar hij koos voor zijn voetbalcarrière.

## Trainer
Als speler van Velox, een van de voorlopers van het huidige FC Utrecht, liep hij op jonge leeftijd een ernstige knieblessure op waardoor hij werd afgekeurd als speler. FC Utrecht-trainer Bert Jacobs stelde zijn voormalige Velox-pupil en CIOS-student vervolgens op 22-jarige leeftijd aan als jeugd- en assistent-trainer bij de kersverse fusieclub in de Domstad. Toen in januari 1976 Jacobs' opvolger Jan Rab op non-actief werd gesteld, werd Berger op 25-jarige leeftijd aangesteld als hoofdtrainer van FC Utrecht. Op twee na waren alle spelers op dat moment ouder dan hij. In dat seizoen 1975/76 wist FC Utrecht met een veertiende plaats van de achttien clubs maar ternauwernood degradatie te voorkomen. Bij FC Utrecht voerde Berger een duidelijke verjonging door en vanaf het seizoen 1976/77 ging het met FC Utrecht in grote lijnen geleidelijk bergopwaarts. Zo speelde FC Utrecht rond 1980 met drie 19 à 20-jarige middenvelders: Frans Adelaar, Jan Wouters en Gert Kruys.
In totaal zat Berger 637 keer als hoofdtrainer op de bank bij een Eredivisiewedstrijd, het op een na hoogste aantal in de geschiedenis van de Eredivisie (bron: Infostrada). Hij was vooral succesvol bij FC Utrecht (derde in 1980/81, vijfde in 1979/80 en 1981/82) en FC Groningen (vierde in 1985/86, vijfde in 1984/85) met een aantal spectaculaire UEFA Cup-deelnames van beide clubs als gevolg. Met Fortuna Sittard behaalde Berger in het seizoen 1989/90 een zevende plaats in de Eredivisie met 42 doelpunten voor en 35 doelpunten tegen.
Onder zijn leiding promoveerde Cambuur Leeuwarden in 1998 via winst in de nacompetitie naar de Eredivisie. Tussen 1998 en 2000 was Berger bondscoach van Jong Oranje en had hij de supervisie over de nationale jeugdteams van de KNVB. In 2004 was hij trainer van Oita Trinita in Japan.
Berger was als technisch directeur werkzaam bij FC Utrecht (2000-2003) en De Graafschap (2005-2008). Van januari 2009 tot en met juni 2014 was hij technisch directeur van de Australische voetbalbond. Berger werd daarna Football Director van Sydney FC.
In 2017 trad Berger tevens toe tot de Raad van Commissarissen van de KNVB sectie Betaald Voetbal. Op 1 maart 2023 werd Berger door de KNVB aangesteld als Voetbaltechnisch Adviseur en werd Clarence Seedorf voorgedragen om zijn plaats in de RvC over te nemen. Sinds 28 september 2023 is hij ook lid van de Raad van Commissarissen (RvC) van FC Groningen.

## Trainerscarrière en bestuurlijke functies
- 1972–1976: jeugd/assistent-trainer bij FC Utrecht
- 1976–1983: hoofdtrainer bij FC Utrecht
- 1983–1986: hoofdtrainer bij FC Groningen
- 1986: hoofdtrainer bij AZ
- 1987: hoofdtrainer bij Fortuna Sittard
- 1987–1989: hoofdtrainer bij FC Utrecht
- 1989–1991: hoofdtrainer bij Fortuna Sittard
- 1992–1993: hoofdtrainer bij SVV/Dordrecht'90
- 1993–1995: hoofdtrainer bij Sparta
- 1995–1998: hoofdtrainer bij Cambuur Leeuwarden
- 1998–2000: bondscoach van Jong Oranje
- 2000–2003: technisch directeur bij FC Utrecht
- 2004: hoofdtrainer bij Oita Trinita
- 2005–2008: technisch directeur bij De Graafschap
- 2009–2014: technisch directeur bij de Australische voetbalbond (FFA)
- 2010: bondscoach van Australië (ad interim)
- 2015–heden: bestuurslid Sydney FC
- 2017–2023: lid RvC KNVB (sectie Betaald Voetbal – portefeuille voetbaltechnische zaken)
- 2023–heden: voetbaltechnisch adviseur KNVB

## Erelijst als trainer
- Zomer Cup/Intertoto Cup: 1978

## Privé
Zijn zoon Ruud Berger was als voetballer actief voor onder andere FC Utrecht en RKC Waalwijk.